# Playa Nibaldo
Der Playa Nibaldo (spanisch) ist ein Strand im Norden der Livingston-Insel im Archipel der Südlichen Shetlandinseln. Er liegt zwischen den Landspitzen Punta Fidelidad und Punta Oeste auf der Nordseite des Kap Shirreff am nördlichen Ausläufer der Johannes-Paul-II.-Halbinsel.
Chilenische Wissenschaftler benannten ihn nach dem chilenischen Meeresbiologen Jorge Nibaldo Bahamonde Navarro (* 1924) von der Universidad de Chile, der bei der 20. Chilenischen Antarktisexpedition (1965–1966) am Zensus der Robbenbestände in diesem Gebiet beteiligt war.